# 家庭用品品質表示法
家庭用品品質表示法（かていようひんひんしつひょうじほう、昭和37年5月4日法律第104号）は、家庭用品の品質に関する表示の適正化を図り、一般消費者の利益を保護すること（第1条）に関する法律である。
この法律が対象とする「家庭用品」とは、「一般消費者が通常生活の用に供する繊維製品、合成樹脂加工品、電気機械器具及び雑貨工業品のうち、一般消費者がその購入に際し品質を識別することが著しく困難であり、かつ、その品質を識別することが特に必要であると認められるものであつて政令で定めるもの」（第2条1項）とされる。
過去には繊維製品品質表示法（昭和30年法律第166号）が存在していたが、家庭用品品質表示法が1962年（昭和37年）5月4日に公布・同年10月1日に施行されたことで、繊維製品品質表示法は廃止となった。

## 主務官庁
- 消費者庁表示対策課[3]

経済産業省商務情報政策局消費・流通政策課およびイノベーション・環境局国際標準課と連携して執行にあたる。

## 事例
消費者庁では同法に抵触したと事業者自ら申告があった場合、注意喚起や商品交換・保証の告知を目的としてホームページ上で事案を公開している。平成30年度（2018年度）は3件、平成29年度（2017年度）は6件、平成28年度（2016年度）は7件が掲載された。
また、同法に基づいて地方自治体が立入検査を行う場合がある。千葉県船橋市が令和元年（2019年）に実施した立入検査を例にとると、子供服、カーテン、帽子といった繊維商品のほか、漂白剤や歯ブラシといった衛生商品、また家電や家具など検査は広範な品目におよんでいる。販売店舗に立入を行い、成分や性能・用途などが正しく表示されているか検査を行っている。